# Ernesto Cardenal
Ernesto Cardenal (Granada, 20. siječnja 1925.) - nikaragvanski katolički svećenik, pjesnik.
Sljedbenik je teologije oslobođenja, član sandinističke stranke, koju je kasnije napustio. Od 1979. do. 1987. godine bio je ministar kulture u Vladi Nikaragve. Ernesto Cardenal je osnivao umjetničku komunu na jednom od otoka arhipelaga Solentiname (na jezeru Nikaragva), gdje je proveo 12 godina (1965. – 1977.).

## Djela
- Počast američkim Indijancima (Homenaje a los indios americanos, 1969.)
- Molitva za Marilyn Monroe i druge pjesme (Oración por Marilyn Monroe y otros poemas, 1965.)
- Proročanstvo Managua  (Oracule sobre Managua, 1973.)
- Epigrami (Epigramas, 1961.)
- Psalmi (Salmos, 1964.)